# Leptochiton albemarlensis
Leptochiton albemarlensis is een keverslakkensoort uit de familie van de Leptochitonidae. De wetenschappelijke naam van de soort is voor het eerst geldig gepubliceerd in 1977 door A. G. Smith & Ferreira.